# U-Bahn-Station Roßauer Lände
Roßauer Lände is een metrostation in het district Alsergrund van de Oostenrijkse hoofdstad Wenen. Het station werd geopend op 6 augustus 1901 en wordt bediend door lijn U4.

## Stadtbahn
In de tweede helft van de 19e eeuw groeide de Weense bevolking fors en werden meerdere kopstations van verschillende spoorwegmaatschappijen geopend. Om het vervoer tussen de buitenwijken en de binnenstad te verbeteren en de kopstations onderling te verbinden werd in 1892 besloten tot de aanleg van de Stadtbahn met vier lijnen waaronder de Donaukanallinie. Deze 6 km lange lijn werd aangelegd op de rechteroever van het Donaukanaal tussen Heiligenstadt in het noorden en de monding van de Wien in het zuiden.
Het station werd ontworpen door Otto Wagner in opdracht van de Commission für Verkehrsanlagen in Wien. In maart 1900 werd het station opgeleverd, het duurde echter nog ruim anderhalf jaar voordat de Donaukanallinie in gebruik kwam.
In de plannen van de Stadtbahn werden de namen Rossau en Elisabethquai gebruikt voor het station bij de wijk Rossau die vlak ten noorden van het oude centrum langs het Donaukanaal ligt.
De naam Roßauer Lände werd op 6 november 1919 toegekend al was dat niet meteen merkbaar omdat in december 1918, in de nasleep van de Eerste Wereldoorlog, de lijn gesloten werd als gevolg van kolenschaarste. De stationsnaam heeft een ß op grond van de spellingsregels uit 1901. Het metrobedrijf heeft dit niet aangepast toen in 1999 de Weense gemeenteraad besloot om de spelling van de straat en de wijk van Roßau in Rossau te wijzigen.
In 1923 pachte de stad Wenen de Stadtbahn, uitgezonderd de Vortortlinie, van de Staat en besloot tot elektrificatie die tussen juni en oktober 1925. werd uitgevoerd. Op 20 oktober 1925 werden de diensten op de Stadtbahnlijnen DG, GD en WD hervat met elektrische sneltrams.

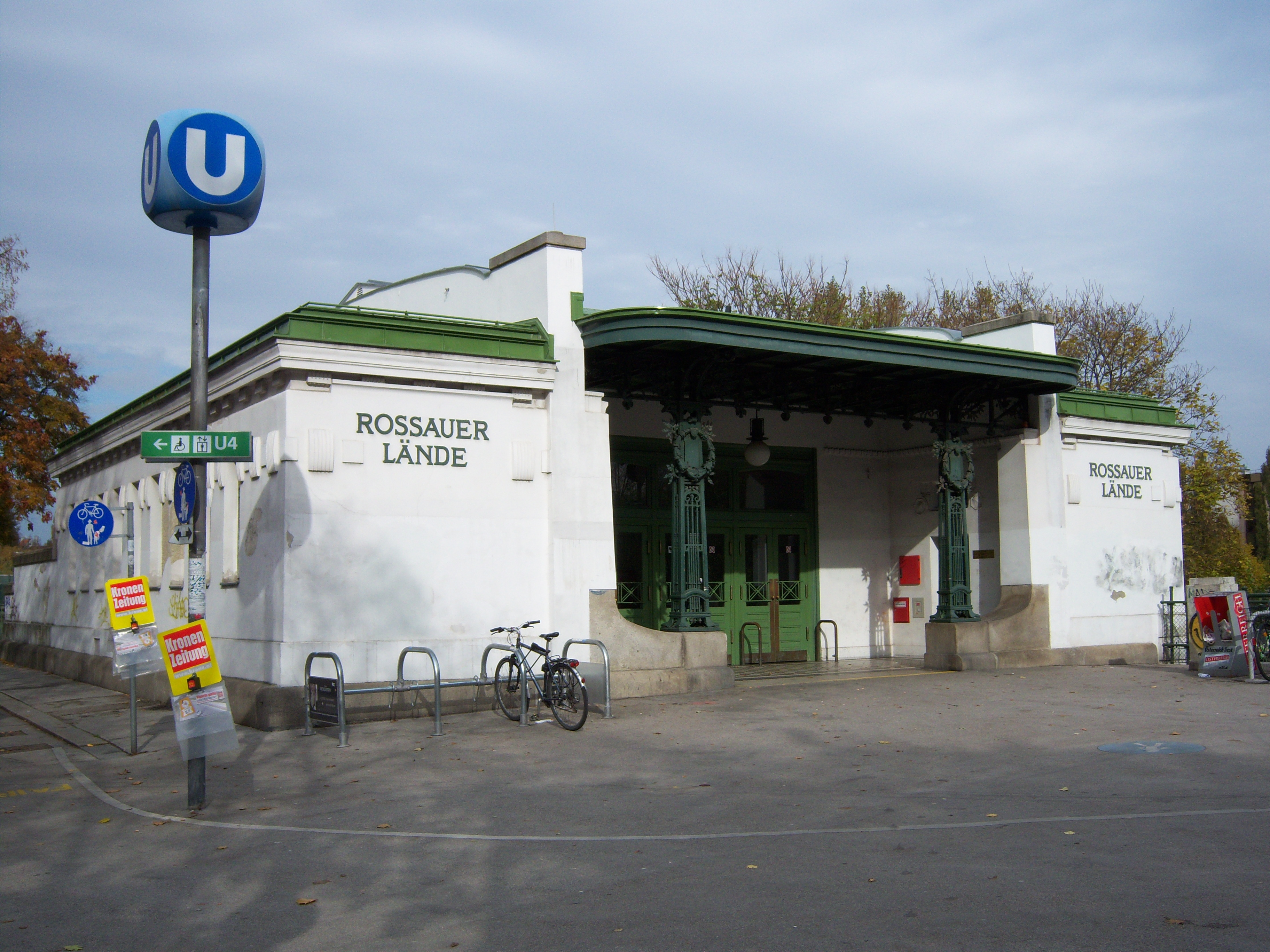
Het stationsgebouw van Otto Wagner.
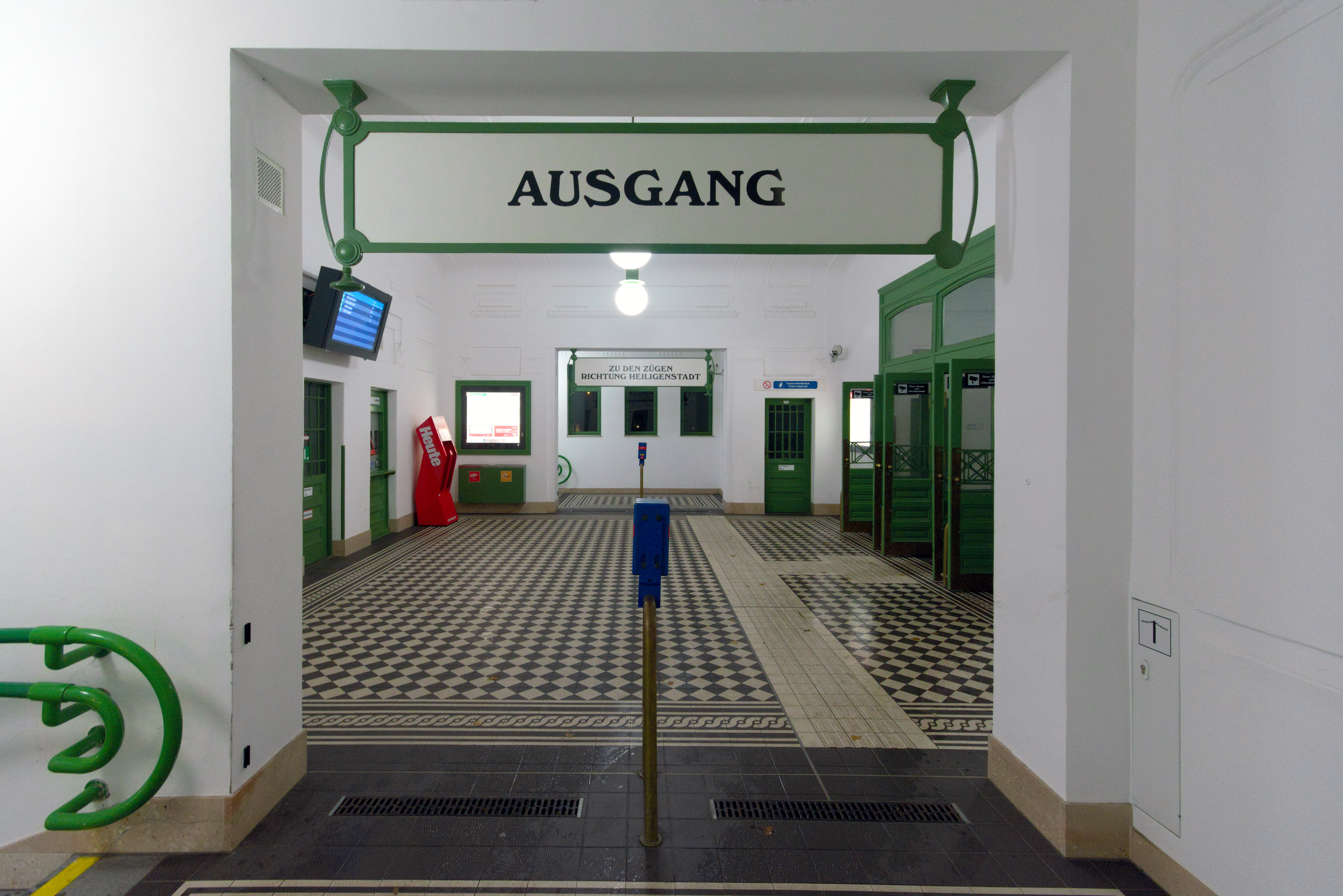
De stationshal.

## Metro
Op 26 januari 1968 werd besloten om een metronet aan te leggen waarbij de Wientallinie en de Donaukanallinie zouden worden omgebouwd tot lijn U4. De ombouw tot metro vond plaats tussen 1976 en 1981. Het eerste deel van dit metronet was het omgebouwde Stadtbahn traject tussen Heiligenstadt en Friedensbrücke en op 31 maart 1978 deden de sneltrams van de Stadtbahn het station voor het laatst aan. Sinds 3 april 1978 is de U4 tussen Friedensbrücke en Schottentor in dienst.
Het station heeft twee zijperrons die elk met een vaste trap zijn verbonden met het stationsgebouw uit 1901 bij de Grünentorgasse. Aan het noordeinde van de perrons is een toegang met liften die begin 21e eeuw geheel werd vernieuwd, daarnaast heeft het perron aan de kanaalzijde een toegang die direct op de kade uitkomt.

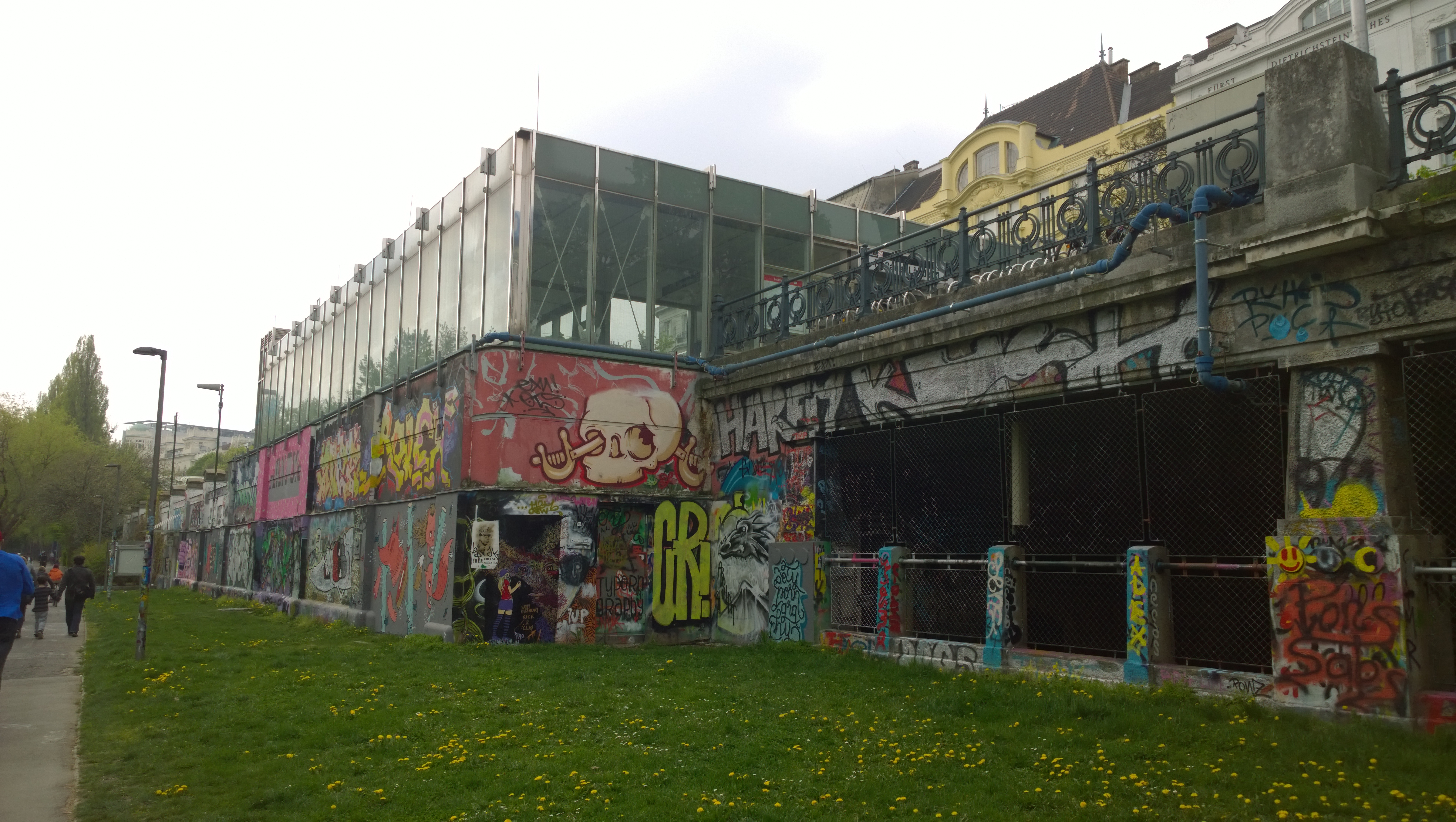
De noordelijke toegang met het typische hek van de Stadtbahn boven de galerij waar de metro doorheen rijdt.
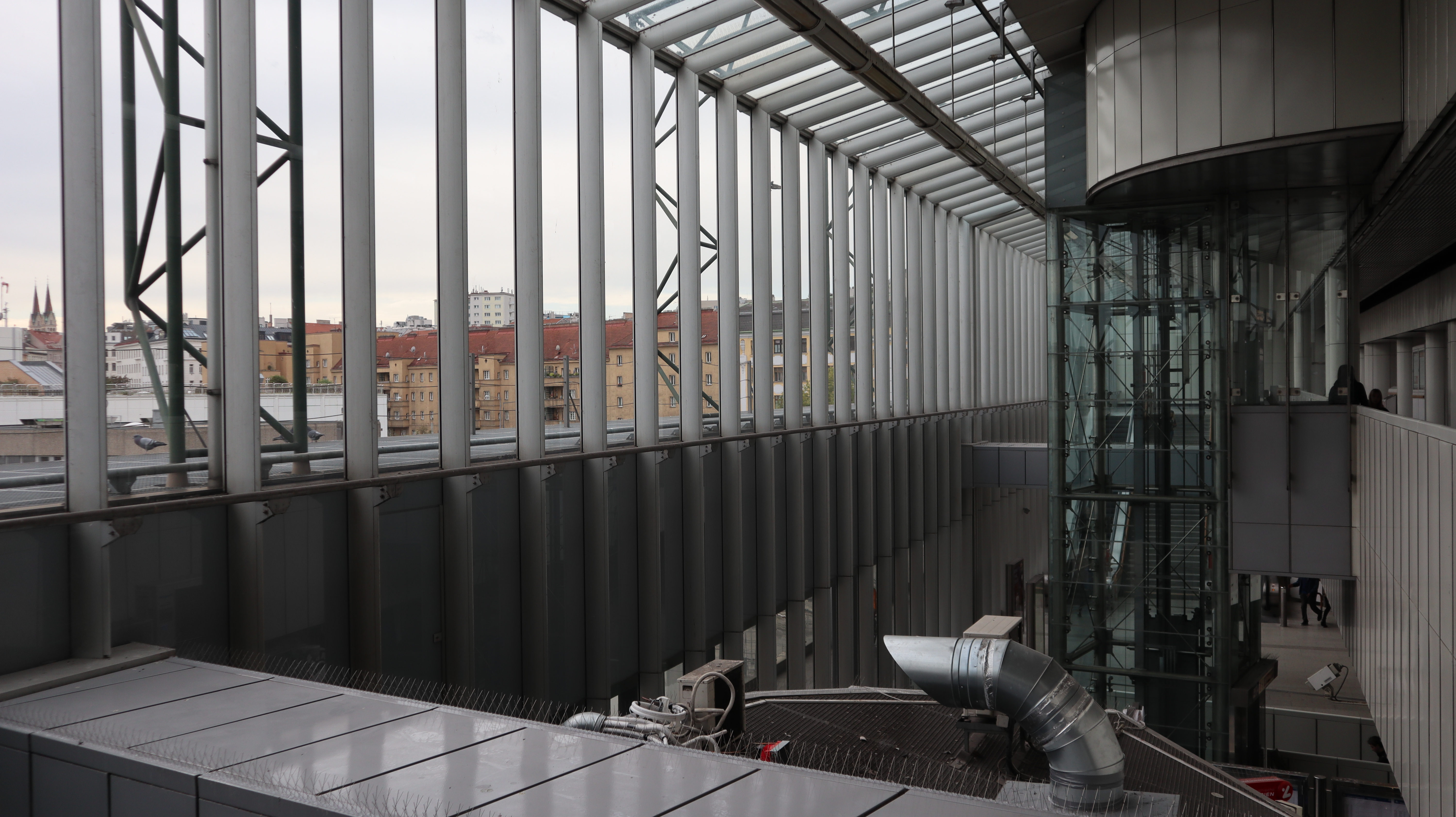
Noordelijke toegang, interieur.
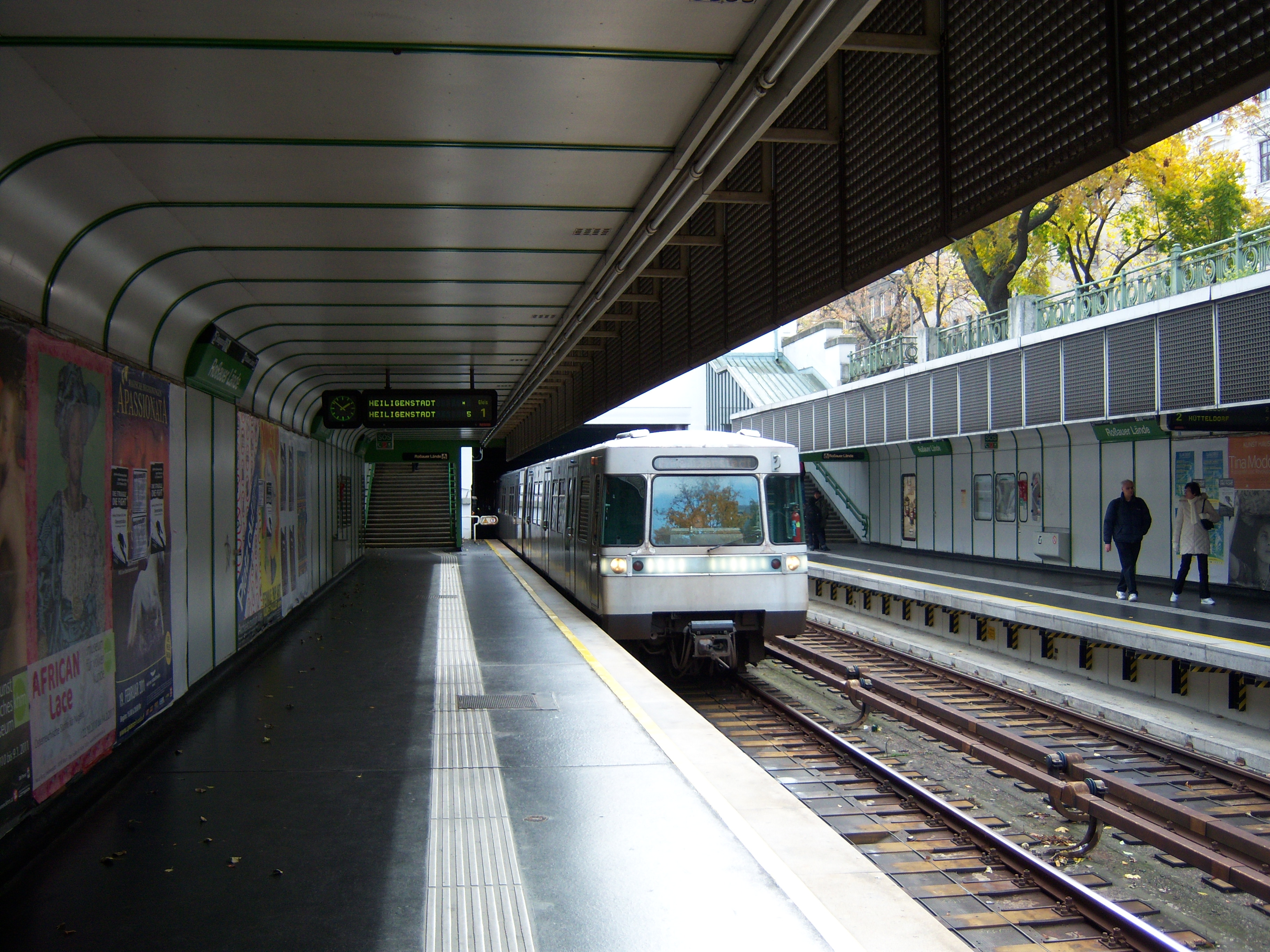
Metrostel type U in het station.